# Shanice van de Sanden
Shanice van de Sanden, född den 2 oktober 1992 i Utrecht, är en nederländsk fotbollsspelare som spelar för VFL Wolfsburg.

## Klubbkarriär
Den 29 augusti 2017 värvades van de Sanden av franska Olympique Lyonnais.

## Landslagskarriär
Van de Sanden tillhörde den nederländska trupp som togs ut till fotbolls-EM år 2017 på hemmaplan i Nederländerna. I turneringens premiärmatch, där Nederländerna ställdes mot Norge, blev hon matchens enda målskytt när hon med en välriktad nick gjorde 1-0 i den 66:e minuten assisterad av Lieke Martens.